# Capital Esporte Clube
Dernière mise à jour : 1er février 2012.
Le Capital Esporte Clube est un club brésilien de football basé à Brasilia dans le District fédéral.